# 中央文化和旅游管理干部学院
中央文化和旅游管理干部学院是中华人民共和国文化和旅游部下属的教育培训机构，位于北京市大兴区林校南路5号。其前身为文化部党校，1982年10月，中共中央宣传部正式批准建立，初名为文化部文化干部学院。学院在文化部的领导下，培养了大量文化管理人才和文化艺术专业人才，主要为文化行业的各级领导干部，也是中国内地最早开展文化管理教学研究的机构。

## 历史沿革
- 1979年11月，文化部接受了原河北省农业大学黄村园林化分校的一半校舍，用于创办文化部党校。
- 1980年5月7日，文化部党校正式开学。
- 1981年，文化部开始筹办干部学院。
- 1982年10月，文化部文化干部学院正式创立。
- 1983年12月，更名为文化管理干部学院。
- 1987年8月，更名为中央文化管理干部学院至今。
- 1995年9月，新教学楼落成。
- 1996年3月，新行政楼落成。
- 2000年6月，与北京师范大学继续教育学院合作，成立北京师范大学继续教育学院北京一分院。
- 2001年12月，学院内部体制改革。
- 2003年1月，开通官方网站。
- 2004年1月，与中央美术学院合作。
- 2005年5月，成立文化发展研究所。